# Erik Hagen Andersen
Carl Erik Hagen Andersen (23. juli 1918 – 17. maj 1945) var en dansk civilingeniør og frihedskæmper.
Erik Hagen Andersen aftjente 1943 sin værnepligt ved 1. feltartilleriregiments polyteknikerbatteri og blev konstabel. Efter værnemagtens angreb på det danske militær den 29. august 1943 blev danske militærfolk interneret, men store dele af militæret gik under jorden og dannede illegale militærgrupper. Andersen var involveret i opbygningen af disse grupper, hvor han blev tilknyttet Polyteknikerafdelingen.
Polyteknikerafdelingen iværksætte en stor våbenproduktion, som Erik Hagen Andersen var involveret i. Han deltog også i forskellige aktioner, og efter befrielsen fik han til opgave at opspore tyskvenlige personer. 17. maj 1945 blev han fundet ramt i hovedet af et skud. Han førtes til et sygehus, men døde uden at være i stand til at fortælle, hvad der var sket. Andersens død menes at være et hævndrab, som aldrig er blevet opklaret. 
Han er begravet på Hellerup Kirkegård. Han er også mindet i mindelunden på Varde Kaserne.